# 朝令暮改
朝令暮改（ちょうれいぼかい、朝令夕改とも言う、中国語：朝令暮改、朝令而暮改、朝令夕改）とは、法令等がすぐに変更されて一定しないこと。朝改暮変ともいわれる。清時代の王念孫『讀書雜志』漢書四では『漢紀』で「朝令而暮改、改、本作得、言急徴暴賦、朝出令而暮已得、非謂其朝令而暮改也」と「令」を「得」とするのが正しいとするなど表記は各説ある。

## 由来

### 朝令而暮改
朝令而暮改（中国語: 朝令而暮改; 拼音: zhāo lìng ér mù gǎi）は『漢書』にある。

#### 漢書
『漢書』24巻食貨志 第4上に記述される前漢時代に鼂錯が文帝に出した奏上文「勤苦如此、尚復被水旱之災、急政暴賦、賦斂不時、朝令而暮當具」（なお「朝令而暮當具」は近年の版本によるもので元は「朝令而暮改」である）がある。これは農民は一年中休みなく働かなければならない中、弔問などでの行き来や災害に見舞われる事もあり、臨時の租税も性急に催促されている実情がある中で、朝に法令が出たかと思えば、夕方にはそれをすぐ改める……というあり様を伝え、政策が変更し続け一定せずにあてにならないような事態を戒めた。

##### 古文観止
清時代の呉楚材・呉調侯による『古文観止』6巻漢文鼂錯『論貴粟疏』に「勤苦如此、尚復被水旱之災、急政暴虐、賦斂不時、朝令而暮改、當具有者半賈」と『漢書』の引用がされている。

### 朝令夕改
朝令夕改（中国語: 朝令夕改; 拼音: zhāo lìng xī gǎi）は以下に由来する。

#### 授馬総検校刑部尚書天平軍節度使制
唐時代の元稹の『授馬総検校刑部尚書天平軍節度使制』に「有迎新送故之困、朝令夕改之煩、自非有為而為」とある。

#### 資治通鑑
『資治通鑑』242巻 唐紀58 穆宗長慶二年に「又凡用兵、挙動皆自禁中授以方略、朝令夕改、不知所従、不度可否、惟督令速戦」とある。

## 用法
日本では朝令暮改、中華人民共和国の『人民日報』などでは朝令夕改として使用される。

## 注
1. ↑  『漢語大詞典』　朝令暮改 《論貴粟疏》﹕“朝令而暮改” “朝令而暮當具”﹖』
2. ↑  故事成語で見る中国史  朝令暮改
3. ↑   班固 (中国語), 漢書/卷024上, ウィキソースより閲覧。1923年1月1日出版本を底本とする
4. ↑  《論貴粟疏》﹕“朝令而暮改” “朝令而暮當具”﹖』
5. ↑   呉楚材　呉調侯 (中国語), 古文觀止, ウィキソースより閲覧。
6. ↑   鼂錯 (中国語), 論貴粟疏, ウィキソースより閲覧。
7. 1 2  中国語の落とし穴--022　閑話休提　一心一意
8. ↑   司馬光 (中国語), 資治通鑑/卷242, ウィキソースより閲覧。
9. ↑  「朝○夕○」？「朝○暮○」？ 故事ことわざあれこれ（11）上野先生と歩こう 中国語遊歩道 『中国のことばと文化Ⅱ』  (PDF)